# Tennman Records
Tennman Records，是由賈斯汀·提姆布萊克和新視鏡唱片合資創建的美國唱片公司。

## 歷史
該唱片公司是在2007年5月28日的新聞稿中宣布的。在一份聲明中，提姆布萊克表示：「我們都對我們已經在名單上提供的人才感到興奮，我迫不及待地向世界介紹我的新發現。」
十次葛萊美獎得主賈斯汀·提姆布萊克擔任公司董事長兼首席執行官。賈斯汀設定了公司的創意方向，並積極參與品牌營運的各個階段。在賈斯汀·提姆布萊克的領導下，由Andre Person擔任公司總裁和Navin Watumull擔任公司總經理兼A&R副總裁的美國唱片公司在音樂產業中扮演著重要角色。
荷蘭YouTube名人Esmée Denters是第一位與該公司新品牌簽約的藝術家。在2007年6月6日，公司宣布她將為賈斯汀·提姆布萊克在2007年歐洲巡演期間的六個場館開場表演
。

## 外部連結
- 官方網站 （页面存档备份，存于）